# Шаптиновці
45°34′ пн. ш. 18°04′ сх. д. / 45.57° пн. ш. 18.06° сх. д.
Шаптиновці (хорв. Šaptinovci) — населений пункт у Хорватії, в Осієцько-Баранській жупанії у складі громади Джурдженоваць.

## Населення
Населення за даними перепису 2011 року становило 543 осіб.
Динаміка чисельності населення поселення:

## Клімат
Середня річна температура становить 11,15 °C, середня максимальна – 25,58 °C, а середня мінімальна – -6,06 °C. Середня річна кількість опадів – 702 мм.
| Клімат поселення                              | Клімат поселення | Клімат поселення | Клімат поселення | Клімат поселення | Клімат поселення | Клімат поселення | Клімат поселення | Клімат поселення | Клімат поселення | Клімат поселення | Клімат поселення | Клімат поселення | Клімат поселення |
| Показник                                      | Січ.             | Лют.             | Бер.             | Квіт.            | Трав.            | Черв.            | Лип.             | Серп.            | Вер.             | Жовт.            | Лист.            | Груд.            |                  |
| Середній максимум, °C                         | 5,81             | 8,11             | 12,76            | 17,30            | 22,50            | 25,58            | 25,38            | 24,80            | 20,54            | 15,19            | 9,32             | 5,32             |                  |
| Середня температура, °C                       | −0,1             | 2,20             | 6,80             | 11,40            | 16,56            | 19,64            | 21,50            | 20,94            | 16,70            | 11,30            | 5,50             | 1,50             |                  |
| Середній мінімум, °C                          | −6,06            | −3,75            | 0,90             | 5,44             | 10,61            | 13,70            | 17,66            | 17,08            | 12,80            | 7,46             | 1,62             | −2,4             |                  |
| Норма опадів, мм                              | 43               | 41               | 41               | 54               | 67               | 90               | 64               | 63               | 53               | 61               | 70               | 55               |                  |
| Середньомісячна швидкість вітру, м/с          | 2.20             | 2.40             | 2.70             | 2.60             | 2.30             | 2.16             | 2.10             | 1.90             | 1.90             | 2.00             | 2.10             | 2.20             |                  |
| Середньомісячна сонячна радіація, кДж/м²·день | 4183             | 6862             | 10814            | 15303            | 19253            | 21286            | 22224            | 20134            | 14872            | 9175             | 4705             | 3533             |                  |
| --------------------------------------------- | ---------------- | ---------------- | ---------------- | ---------------- | ---------------- | ---------------- | ---------------- | ---------------- | ---------------- | ---------------- | ---------------- | ---------------- | ---------------- |
| Джерело:                                      |                  |                  |                  |                  |                  |                  |                  |                  |                  |                  |                  |                  |                  |